# Пантани, Марко
Ма́рко Панта́ни (итал. Marco Pantani, 13 января 1970, Чезена, Италия — 14 февраля 2004, Римини, Италия) — итальянский шоссейный велогонщик, один из лучших горных гонщиков за всё существование профессионального велоспорта.

## Биография
За время профессиональной карьеры с 1992 по 2003 он одержал в общей сложности 46 побед. Среди заслуг — бронза чемпионата мира по шоссейным велогонкам 1995 года. Пик его карьеры пришёлся на 1998 год, когда он  впервые в новейшей истории велоспорта выиграл Джиро д'Италия и Тур де Франс. За атакующий стиль езды и ношение банданы болельщики прозвали его Пиратом. Однако его карьера была окружена слухами, после того, как он в 1999 отказался от допинг-теста на Джиро д’Италия. В 2004, в возрасте 34 лет, он умер от передозировки кокаина в гостинице «Le Rose» города Римини.